# 10-е годы до н. э.
10-е (деся́тые) го́ды до на́шей э́ры по юлианскому календарю — промежуток времени с 1 января 19 года до н. э. по 31 декабря 10 года до н. э., включающий с 19 по 11 годы 9-го десятилетия  и 10 год 10-го десятилетия I века 1-го тысячелетия до н. э. Им предшествовали 20-е годы до н. э., за ними следовали 0-е годы до н. э. Они закончились 2035 лет назад.

## Важнейшие события
- 19 до н. э.: Консулы: Гай Сентий Сатурнин и Квинт Лукреций Веспиллон; консул-суффект (вместо Гая Сентия Сатурнина): Марк Виниций.
- Беспорядки в Риме в связи с попытками выдвинуть консулом плебея Эгнация Руфа.
- Август получил от сената пожизненный империй.
- Строительство Пон-дю-Гара в Ниме (Галлия).
- 16 до н. э. Заложен амфитеатр в Трире (Амфитеатр в Трире — Augusta Treverorum).
- 15 до н. э. Основан город Augusta Vindelicorum, ставший лагерем легионеров (современный Аугсбург).
- 15 до н. э. Присоединение к Риму Реции и Норика.
- 12 до н. э. Друз Старший совершает походы в Германию вплоть до Эльбы — в результате завоёваны территории между Эльбой и Рейном.
- 12 до н. э. — 9 до н. э. Создание провинции Германия.
- 10 до н. э. Друз Старший строит возле Бингена деревянный мост через реку Наэ (Nahe) известный как мост Друзуса (Друзес Брюке — Drususbrücke).
- 10 до н. э. Начало завоевания римлянами областей Паннонии.
- Вторая половина 10-х годов — Август направляет царя Понта Полемона на борьбу с Скрибонием. Полемон одерживает победу, женится на Динамии и становится царём Боспора. Начало борьбы Полемона с племенами, населявшими берега Меотиды.

## Значимые личности
- Октавиан Август, римский император (время правления — 27 год до н. э.—14)